# Бутова Курья
Бутова Курья — деревня в Никольском районе Вологодской области.
Входит в состав Краснополянского сельского поселения, с точки зрения административно-территориального деления — в Нигинский сельсовет.
Расстояние до районного центра Никольска по автодороге — 28 км. Ближайшие населённые пункты — Карныш, Ивантец, Еремкин.
По переписи 2002 года население — 183 человека (88 мужчин, 95 женщин). Преобладающая национальность — русские (98 %).